# Денніс Родман
Денніс Кіт Родман (англ. Dennis Keith Rodman, нар. 13 травня 1961, Трентон, Нью-Джерсі, США) — американський професіональний баскетболіст, який грав на позиції легкого і важкого форварда за низку команд НБА, зокрема за «Детройт Пістонс», яка навіки закріпила за ним ігровий № 10, а також «Чикаго Буллз» пліч-о-пліч з Майклом Джорданом. П'ятиразовий чемпіон НБА.
2011 року введений до Баскетбольної Зали слави (як гравець). У жовтні 2021 року з нагоди 75-річчя НБА визнаний як один з найкращих баскетболістів ліги в історії та включений до списку з 75-ти найвеличніших гравців усіх часів.
Родмана вважають одним із найкращих захисних гравців в історії НБА: він двічі отримував нагороду Найкращому захисному гравцю сезону в НБА та сім сезонів поспіль був найкращим підбираючим у лізі. На баскетбольному майданчику відзначався агресивною грою та частими конфліктами з гравцями інших команд.
Після завершення баскетбольної кар'єри займався реслінгом, де виступав разом із Галком Гоганом. Згодом вів своє шоу на телебаченні та знявся в кількох фільмах.

## Життєпис
Народився 1961 року в Трентоні, Нью-Джерсі у сім'ї Філандера та Ширлі Родманів. Філандер був військовим повітряних сил США та пізніше воював у В'єтнамі. Коли Денніс був дитиною, батько покинув родину та переїхав до Філіппін. У Родмана багато братів і сестер — за словами батька, по його лінії у нього 26 або 28 братів і сестер. Однак сам Денніс заявив, що він найстарший із 47 дітей.
Родман разом із двома сестрами, Деброю і Кім, виросли в районі Оук-Кліфф у Далласі, на той час в одному з найбідніших у місті. Мати дала сину прізвисько «Хробак» через те, як він рухався під час гри в пінбол. За словами Родмана, мати більше цікавилася його двома сестрами, яких вважали талановитішими, ніж він був у баскетболі, і часто насміхалася з Денніса. Зрештою Дебра та Кім стали всеамериканськими спортсменками у своїх університетах: Дебра виграла два титули чемпіонки США серед університетів у складі своєї команди.
Навчаючись у школі, Родман не вважався перспективним спортсменом. За його словами, він «навіть не міг виконати лей-ап». Був зарахований до шкільних баскетбольних команд, але більшість часу проводив на лаві запасних або поза складом. На початку старшої школи його зріст був лише 168 см. Денніс також не потрапив до футбольних команд і був «повністю спустошений».

## Ігрова кар'єра

### Ранні роки
Після закінчення школи працював у нічну зміну прибиральником у Даллаському аеропорті. Саме в цей час він раптово різко виріс зі 180 см до 201 см і вирішив знову спробувати грати в баскетбол.
За допомогою знайомого родини Денніс зміг потрапити до Північно-центрального техаського коледжу (1983), а потім перейшов до Південно-східного університету штату Оклахома (1983—1986). Команди обох закладів виступали в нижчих лігах NCAA. Проте йому вдалося себе зарекомендувати і виставити свою кандидатуру на драфт НБА.

### Детройт Пістонс
1986 року обраний у другому раунді драфту НБА під загальним 27-м номером командою «Детройт Пістонс». На той момент команду, яку називали «Bad Boys» («Погані хлопці»), тренував Чак Дейлі, а в її складі грали Айзея Томас, Джо Думарс, Едріан Дентлі, Сідні Грін та Білл Леймбір. Однак серед такої компанії знайшовся ігровий час і для Родмана, який за 15 хвилин на майданчику встигав набирати 6,5 очка та 4,7 підбирання за гру в першому сезоні. У плей-оф допоміг команді легко пройти спочатку «Вашингтон Буллетс», а згодом «Атланту Гокс». Однак у фіналі Східної конференції «Детройт» програв «Бостон Селтікс». Після програної серії Родман потрапив у заголовки газет після того, як заявив, що Ларрі Берд є переоціненим гравцем: «Ларрі Берд є переоціненим у багатьох елементах. Чому він отримує стільки уваги? Тому що він білий. Ви ніколи не почуєте, що чорний гравець є найвеличнішим». Після цього на нього обвалився шквал критики, однак йому вдалось уникнути звинувачень у расизмі завдяки тому, що він зустрічався з білошкірою дівчиною.
Наступного сезону 1987—1988 Денніс покращив свою статистику до 11,6 очка та 8,7 підбирання за гру та допоміг «Пістонс» дійти до фіналу НБА, де у важкій серії із семи матчів перемогу здобули «Лос-Анджелес Лейкерс».
Наступного сезону Родман продовжував бути гравцем запасу, проте постійно покращував свою гру в обороні, за що був включений до першої збірної всіх зірок захисту — вперше з восьми разів у кар'єрі. У плей-оф «Детройт» обіграв «Бостон» і «Чикаго», у складі якого грав найрезультативніший гравець ліги Майкл Джордан. У фіналі НБА «Пістонс» знову зустрілися з «Лейкерс» та з легкістю їх обіграли в серії з чотирьох матчів. Попри спазми у спині, Родман домінував на щитах у фінальній серії та вперше став чемпіоном НБА.
Під час сезону 1989—1990 Денніс виборов місце в стартовому складі команди. За підсумками сезону його назвали найкращим захисним гравцем НБА. «Детройт» вдруге поспіль здобув титул чемпіона НБА, перемігши у фіналі «Портленд Трейл-Блейзерс».
Протягом сезону 1990—1991 Родман ще більше закріпив за собою реноме надійного гравця оборони та вдруге поспіль виборов нагороду найкращого захисного гравця. У плей-оф команда дійшла до фіналу Східної конференції, де була розгромлена «Чикаго». У сезоні 1991—1992 робив 18,7 підбирання за гру, що дозволило йому стати найкращим підбираючим ліги. Тоді Деннісу вдалося зробити 1 530 підбирань за сезон, що було найкращим показником із часів Вілта Чемберлейна сезону 1971—1972 (1 572 підбирання). У плей-оф у першому раунді «Детройт» поступився «Нью-Йорк Нікс», проте в одному з матчів серії Родман зробив 34 підбирання, що стало його особистим рекордом.
Після не зовсім вдалого попереднього сезону у відставку пішов головний тренер команди Чак Дейлі. Це мало неабиякий негативний вплив на Денніса, який вважав тренера своїм «сурогатним» батьком. Він навіть пропустив літні збори, за що був оштрафований на 68 000 доларів США. Під час сезону 1992—1993 його дружина Енні Бейкс, з якою у них була спільна дочка, вирішила розлучитись. Все це, а також невдалий сезон, спричинили в Родмана депресію. Однієї ночі в лютому 1993 року його знайшли сплячого із зарядженою гвинтівкою у своєму автомобілі. Через чотири роки у своїй автобіографії гравець зізнався, що хотів покінчити життя самогубством, однак передумав. Натомість Денніс «убив попереднього себе та вирішив жити так, як того він сам захоче». Після закінчення сезону Родман почав вимагати обміну до іншої команди попри ще три роки контракту з «Детройтом».

### Сан-Антоніо Сперс
У жовтні 1993 року перейшов до складу «Сан-Антоніо Сперс» — команди, яку будували навколо зірки Девіда Робінсона. У складі «шпор» також виступали такі гравці, як Дейл Елліс, Віллі Андерсон та Вінні дель Негро. Вже на початку сезону Родман почав показувати перші ознаки нового — який убив у собі «скромного» — хлопця: він пофарбував волосся як головний герой фільму «Руйнівник». Однак це не завадило йому демонструвати хорошу гру — Денніс знову став лідером ліги за кількістю підборів за гру, збираючи 17,6 відскока за матч. Також у цей період зіткнувся лобами на майданчику зі Стейсі Кінгом та Джоном Стоктоном, відмовлявся покинути паркет після того, як його було вилучено, а також мав двохмісячний роман із Мадонною. Єдиною людиною, яку він поважав у команді, був Джек Гейлі, оскільки той був єдиним, кого не шокував візит Родмана до гей-бару. Попри 55 перемог у регулярному сезоні «Сперс» вилетіли вже в першому раунді плей-оф від «Юти Джаз».
Наступного сезону Родман посварився з менеджментом клубу. Через це пропустив перші три матчі команди, потім взяв собі вихідний, 7 грудня був відсторонений від ігор, а 10 грудня нарешті повернувся до складу, пропустивши загалом 19 матчів. Після цього травмувався та повернувся, щоб зіграти у 49 матчах. Зазвичай гравців із такою кількістю пропущених матчів не беруть до уваги, коли висвітлюється статистика сезону, але Родман зібрав 823 підбирання, що на 23 більше, щоб бути включеним у статистичні списки. Крім того з 16,8 підбирань за гру він знову став найкращим у НБА. У плей-оф допоміг «Сан-Антоніо» дійти до фіналу Західної конференції. Попри те, що «Сперс» зустрічалися з чинним чемпіоном «Х'юстон Рокетс», вважали фаворитом саме клуб із Сан-Антоніо, оскільки він мав у своєму складі відмінних захисних гравців Родмана та Робінсона, який до того ж був чинним найціннішим гравцем НБА. Однак гру вирішив Хакім Оладжувон, що домінував над передньою лінією «Сан-Антоніо», набиравши 35,3 очка у серії. Таким чином у фінал НБА пройшов «Х'юстон».

### Чикаго Буллз
1995 року перейшов до «Чикаго Буллз» в обмін на Вілла Пердью та грошову компенсацію. Напередодні, «Чикаго» залишив Горас Грант, тому менеджмент клубу намагався його замінити, при цьому ризикнувши, адже на момент обміну Родману було 34 роки. Однак Денніс відмінно вписався в ігрові схеми головного тренера Філа Джексона, набираючи 5,5 очка та 14,9 підбирання за гру. Він знову став першим за кількістю підбирань за матч у НБА, а також допоміг команді встановити рекорд ліги із 72 перемог у сезоні. Проте з дисципліною і далі були проблеми. Наприклад, 1996 року в березневому матчі з «Нью-Джерсі Нетс» Денніс ударив головою рефері матчу, за що був оштрафований на 20 000 доларів США та дискваліфікований на шість матчів. У плей-оф допоміг команді стати чемпіонами НБА, коли «Чикаго» обіграв «Сіетл Суперсонікс».
У сезоні 1996—1997 Родман вшосте поспіль став найкращим підбираючим ліги з 16,7 відскока за гру. Загалом сезон супроводжувався скандалами з гравцем. Окрім постійної грубої гри на майданчику, за яку отримував технічні фоли та вилучення, він ще й ударив суддю, за що отримав 11-матчеву дискваліфікацію та штраф 200 000 доларів. У плей-оф допоміг команді знову виграти чемпіонство НБА, коли «Чикаго» обіграв «Юту».
Наступного року Денніс знову очолив список гравців із найбільшою кількістю підбирань за гру — 15. Він робив 20 підбирань за матч більше 11 разів протягом сезону. Вікові «Буллз» (Родман — 37 років, Джордан — 35 років) дійшли до фіналу НБА, де знову зустрілися з «Ютою». У перших трьох матчах Родман вдало захищався проти головної зірки «Джаз» Карла Мелоуна, але напередодні четвертої гри серії вирішив взяти участь у реслінгу з Галком Гоганом, за що був оштрафований на 20 000 доларів. Проте це не завадило Деннісу знову вдало зіграти проти Мелоуна. Щоправда вже в п'ятому матчі серії дозволив Мелоуну набрати 39 очок. Однак фінальну серію вирішив Майкл Джордан, який забив вирішальні очки через форварда Брайона Расселла. Так «Чикаго» виграло третій титул чемпіона НБА поспіль, а Родман — свій п'ятий загалом.

### Останні роки в НБА

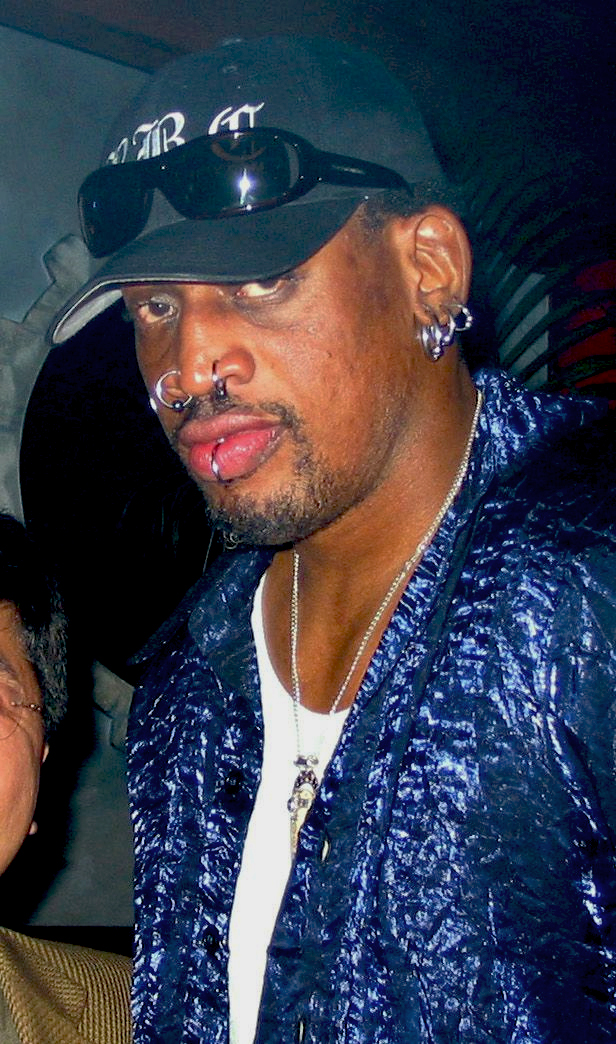
Родман у 2001 році

Наступною командою в кар'єрі гравця була «Лос-Анджелес Лейкерс», до якої він приєднався в січні 1999 року перед початком скороченого через локаут сезону. Відіграв за нову команду 23 матчі та був відрахований з її складу.
У сезоні 1999—2000 підписав контракт із «Даллас Маверікс». Зіграв за команду з Далласа 12 матчів, за які встиг здобути шість технічних фолів, двічі бути вилученим та отримати одноматчеву дискваліфікацію. У той час його ігрові здібності були на хорошому рівні, які дозволяли Родману робити 14,3 підбирання за гру.

### Кар'єра поза НБА

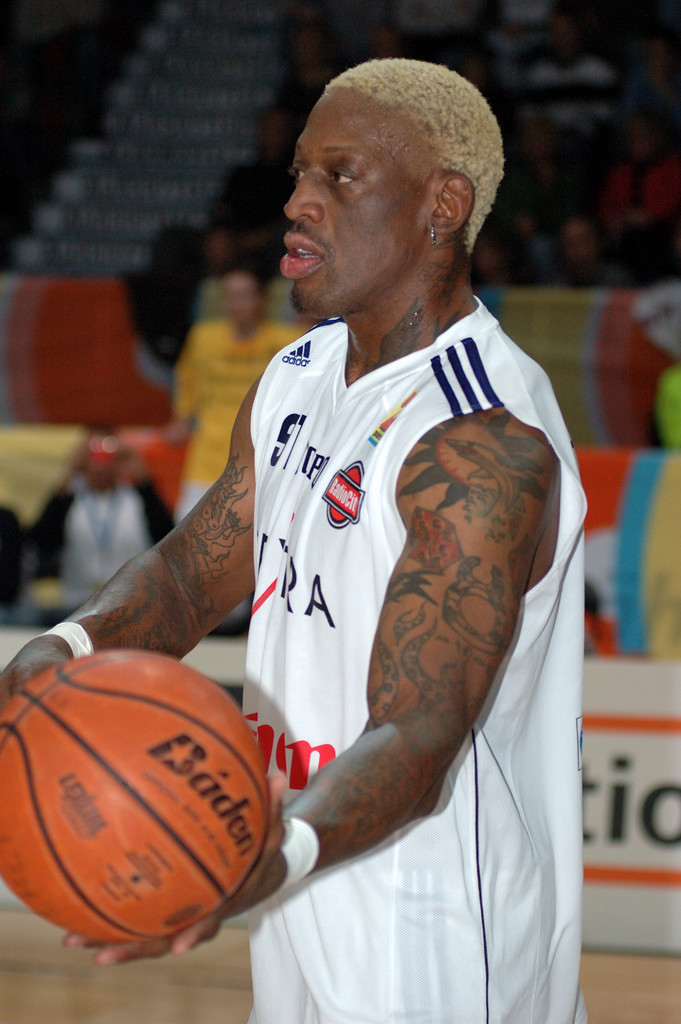
Родман у 2005 році у майці «Торпан Поят»

Після «Далласа» на певний час відійшов від баскетболу, присвятивши час кар'єрі в кіно та реслінгу.
2003 року підписав контракт із командою АБА «Лонг-Біч Джем», у складі якої провів один сезон і став чемпіоном АБА.
Потім також пограв за мексиканську «Фуерса Реджіа» (2004), «Орандж-Каунті Краш» з АБА (2004—2005), мексиканську «Тіхуана Дрегонс» (2005—2006), фінську «Торпан Поят» (один матч 2005 року).
Останньою ж командою в кар'єрі гравця стала «Брайтон Беарс» із Великої Британії, за яку Денніс провів три матчі 2006 року.
4 квітня 2011 року було оголошено, що Родмана буде включено до Баскетбольної зали слави.

## Статистика виступів в НБА
| † | Позначає сезон, в якому Денніс Родман ставав чемпіоном НБА |
| * | Лідер ліги                                                 |

### Регулярний сезон
| Сезон              | Команда                | GP  | GS  | MPG  | FG%   | 3P%  | FT%  | RPG   | APG | SPG | BPG | PPG  |
| ------------------ | ---------------------- | --- | --- | ---- | ----- | ---- | ---- | ----- | --- | --- | --- | ---- |
| 1986–87            | «Детройт Пістонс»      | 77  | 1   | 15.0 | .545  | .000 | .587 | 4.3   | .7  | .5  | .6  | 6.5  |
| 1987–88            | «Детройт Пістонс»      | 82  | 32  | 26.2 | .561  | .294 | .535 | 8.7   | 1.3 | .9  | .5  | 11.6 |
| 1988–89†           | «Детройт Пістонс»      | 82* | 8   | 26.9 | .595* | .231 | .626 | 9.4   | 1.2 | .7  | .9  | 9.0  |
| 1989–90†           | «Детройт Пістонс»      | 82* | 43  | 29.0 | .581  | .111 | .654 | 9.7   | .9  | .6  | .7  | 8.8  |
| 1990–91            | «Детройт Пістонс»      | 82* | 77  | 33.5 | .493  | .200 | .631 | 12.5  | 1.0 | .8  | .7  | 8.2  |
| 1991–92            | «Детройт Пістонс»      | 82  | 80  | 40.3 | .539  | .317 | .600 | 18.7* | 2.3 | .8  | .9  | 9.8  |
| 1992–93            | «Детройт Пістонс»      | 62  | 55  | 38.9 | .427  | .205 | .534 | 18.3* | 1.6 | .8  | .7  | 7.5  |
| 1993–94            | «Сан-Антоніо Сперс»    | 79  | 51  | 37.8 | .534  | .208 | .520 | 17.3* | 2.3 | .7  | .4  | 4.7  |
| 1994–95            | «Сан-Антоніо Сперс»    | 49  | 26  | 32.0 | .571  | .000 | .676 | 16.8* | 2.0 | .6  | .5  | 7.1  |
| 1995–96†           | «Чикаго Буллз»         | 64  | 57  | 32.6 | .480  | .111 | .528 | 14.9* | 2.5 | .6  | .4  | 5.5  |
| 1996–97†           | «Чикаго Буллз»         | 55  | 54  | 35.4 | .448  | .263 | .568 | 16.1* | 3.1 | .6  | .3  | 5.7  |
| 1997–98†           | «Чикаго Буллз»         | 80  | 66  | 35.7 | .431  | .174 | .550 | 15.0* | 2.9 | .6  | .2  | 4.7  |
| 1998–99            | «Лос-Анджелес Лейкерс» | 23  | 11  | 28.6 | .348  | .000 | .436 | 11.2  | 1.3 | .4  | .5  | 2.1  |
| 1999–00            | «Даллас Маверікс»      | 12  | 12  | 32.4 | .387  | .000 | .714 | 14.3  | 1.2 | .2  | .1  | 2.8  |
| Усього за кар'єру  | Усього за кар'єру      | 911 | 573 | 31.7 | .521  | .231 | .584 | 13.1  | 1.8 | .7  | .6  | 7.3  |
| В іграх усіх зірок | В іграх усіх зірок     | 2   | 0   | 18.0 | .364  | —    | —    | 8.5   | .5  | .5  | .5  | 4.0  |

### Плей-оф
| Сезон             | Команда             | GP  | GS | MPG  | FG%  | 3P%  | FT%  | RPG  | APG | SPG | BPG | PPG |
| ----------------- | ------------------- | --- | -- | ---- | ---- | ---- | ---- | ---- | --- | --- | --- | --- |
| 1987              | «Детройт Пістонс»   | 15  | 0  | 16.3 | .541 | .000 | .563 | 4.7  | .2  | .4  | 1.1 | 6.5 |
| 1988              | «Детройт Пістонс»   | 23  | 0  | 20.6 | .522 | .000 | .407 | 5.9  | .9  | .6  | .6  | 7.1 |
| 1989†             | «Детройт Пістонс»   | 17  | 0  | 24.1 | .529 | .000 | .686 | 10.0 | .9  | .4  | .7  | 5.8 |
| 1990†             | «Детройт Пістонс»   | 19  | 17 | 29.5 | .568 | .000 | .514 | 8.5  | .9  | .5  | .7  | 6.6 |
| 1991              | «Детройт Пістонс»   | 15  | 14 | 33.0 | .451 | .222 | .417 | 11.8 | .9  | .7  | .7  | 6.3 |
| 1992              | «Детройт Пістонс»   | 5   | 5  | 31.2 | .593 | .000 | .500 | 10.2 | 1.8 | .8  | .4  | 7.2 |
| 1994              | «Сан-Антоніо Сперс» | 3   | 3  | 38.0 | .500 | .000 | .167 | 16.0 | .7  | 2.0 | 1.3 | 8.3 |
| 1995              | «Сан-Антоніо Сперс» | 14  | 12 | 32.8 | .542 | .000 | .571 | 14.8 | 1.3 | .9  | .0  | 8.9 |
| 1996†             | «Чикаго Буллз»      | 18  | 15 | 34.4 | .485 | .000 | .593 | 13.7 | 2.1 | .8  | .4  | 7.5 |
| 1997†             | «Чикаго Буллз»      | 19  | 14 | 28.2 | .370 | .250 | .577 | 8.4  | 1.4 | .5  | .2  | 4.2 |
| 1998†             | «Чикаго Буллз»      | 21  | 9  | 34.4 | .371 | .250 | .605 | 11.8 | 2.0 | .7  | .6  | 4.9 |
| Усього за кар'єру | Усього за кар'єру   | 169 | 89 | 28.3 | .490 | .149 | .540 | 9.9  | 1.2 | .6  | .6  | 6.4 |

## Профіль гравця
Із самого початку своєї кар'єри Родман був відомий своєю роботою в обороні, до якої пізніше додав майстерність підбирання. У Детройті він переважно грав на позиції легкого форварда, а його звичайним завданням було нейтралізувати найкращого гравця суперника; Родман був настільки універсальним, що міг однаково добре захищатися проти центрових, форвардів або захисників і отримав дві нагороди найкращому захисному гравцю НБА. З 1991 року зарекомендував себе як один з найкращих підбирачів усіх часів, роблячи в середньому принаймні 15 підбирань за гру протягом шести з наступних семи років. Граючи на позиції важкого форварда в складі «Сперс» і «Буллз», відзначився у фіналі НБА 1996 року: у двох матчах серії зробив по 11 підбирань у нападі, повторивши рекорд НБА. Крім того, 4 березня 1992 року зібрав рекордні для себе 34 підбирання у матчі.
У нападі вклад Родмана був посереднім. У своєму другому сезоні набирав у середньому 11,6 очка за матч, але його середній показник неухильно знижувався: у трьох чемпіонських сезонах із «Буллз» набирав у середньому п'ять очок за матч із влучністю менше 50 %. Його штрафний кидок (середнє значення за все життя: 0,584) вважали великою проблемою: 29 грудня 1997 року Бабба Веллс із «Даллас Маверікс» зробив шість навмисних фолів проти нього лише за три хвилини, встановивши рекорд за найшвидшим вилученням за фолами в історії НБА. Намір полягав у тому, щоби змусити його виконувати штрафні кидки, що теоретично означало б часті промахи та легке володіння м'ячем, не пропускаючи занадто багато очок. Однак цей план зірвався, оскільки Родман влучив 9 із 12 спроб. Це було зародженням нової тактики тренера «Далласа» Дона Нельсона, яка пізніше розвинеться у знаменитий метод «Hack-a-Shaq». Від нього згодом постраждають такі гравці, як Шакіл О'Ніл, Двайт Говард, Деандре Джордан, Андре Драммонд та інші баскетболісти зі слабким штрафним кидком.
За 14 сезонів НБА Родман зіграв у 911 матчах, набрав 6 683 очки та зробив 11 954 підбирання, що означає 7,3 очка та 13,1 підбирання за матч лише за 31,7 хвилини. NBA.com вихваляє Родмана як «можливо, найкращого форварда в історії НБА та одного з найвідоміших спортсменів у світі», але додає, що «загадковий та індивідуалістичний Родман привернув увагу громадськості своїм постійним мінливим кольором волосся, татуюваннями та незвичним способом життя». Його визнали одним із найуспішніших захисних гравців за всю історію — він п'ять разів вигравав чемпіонат НБА в шести фіналах НБА (1989, 1990, 1996—1998; єдина поразка в 1988 році), двічі здобув нагороду захиснику року НБА (1990—1991), сім разів включався до перших символічних збірних захисту НБА (1989—1993, 1995—1996) і одного разу до другої збірної захисту НБА (1994). Крім того, двічі потрапив до третіх символічних збірних НБА (1992, 1995), двічі до команд матчу всіх зірок НБА (1990, 1992), сім разів поспіль був кращим за підбиранням в лізі (1992—1998) і, нарешті, один раз очолив лігу за відсотком кидків (1989).
Денніса визнали прототипом химерного гравця, який приголомшив баскетбольних уболівальників своїми штучними кольорами волосся, різноманітними татуюваннями й пірсингом, численними словесними та фізичними нападами на офіційних осіб, частими вигнаннями з майданчику та бурхливим особистим життям. Він посів 48 місце в списку 50 найкращих гравців усіх часів журналу SLAM за 2009 рік. Метта Ворлд Піс грав один рік з номером 91 на футболці на честь Родмана, якого він описав як гравця, який йому подобався «на майданчику за свою енергію, а не коли бив оператора ногою».
Новачок «Сан-Антоніо Сперс» Джеремі Сохан черпає натхнення в Родмана, граючи під ігровим номером 10 та часто фарбуючи волосся.

## Кар'єра у реслінгу
Після того як Родмана дискваліфікували на решту сезону 1996—1997 він тимчасово перекваліфікувався в реслера, що було його давнім хобі. 10 березня 1997 року вперше взяв участь у шоу під назвою Monday Nitro, що було частиною World Championship Wrestling. Виступив там разом з Галком Гоганом. У липні 1997 року відбувся його дебют на ринзі, де він у команді з Гоганом програв Бігу Шоу та Лексу Люгеру.
Після третього матчу фінальної серії НБА 1998, де «Чикаго» зустрічався з «Ютою», Родман знову взяв участь у реслінгу; цього разу він з Гоганом протистояв Diamond Dallas Page та важкому форварду «Юти» Карлу Мелоуну. Після цього ще кілька разів брав участь у шоу в 1999, 2000 та 2008 роках.

## Кар'єра на ТБ та кіно

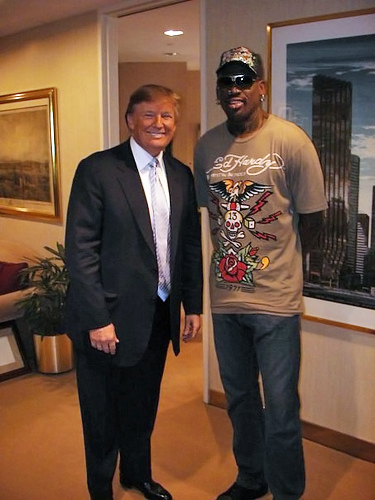
Родман з Дональдом Трампом під час восьмого сезону шоу «Celebrity Apprentice»

1996 року мав авторську передачу на MTV із назвою «The Rodman World Tour».
Рік потому дебютував у кіно, зігравши у фільмі «Колонія», де в головних ролях також знімалися Жан-Клод Ван Дам і Міккі Рурк. Фільм негативно оцінили критики, а сам Родман отримав три нагороди Золотої малини: Найгірша нова зірка, Найгірша роль другого плану та Найгірша пара акторів (разом із Ван Дамом). 1999 року зіграв у фільмі «Суперагент Саймон», а 2000 — разом із Томом Беренджером у бойовику «Затяжний стрибок».
2005 року став першим чоловіком, який позував оголеним для кампанії організації PETA «Краще ходити оголеним, ніж носити хутро». Того ж року презентував свою другу біографію «Я мав би бути мертвим зараз»; представив він її, сидячи у гробу.
Згодом зіграв самого себе в ситкомі «Третя планета від Сонця» та озвучив себе в одній із серій «Сімпсонів».
2009 року взяв участь у шоу «Celebrity Apprentice», де учасники збирали гроші на благодійність на їхній вибір. Родман обрав організацію «Court Appointed Special Advocates», яка допомагає дітям з адвокатськими послугами. 2013 року повернувся на шоу та зібрав 20 000 доларів для «Make-A-Wish Foundation» — організації, яка збирає гроші на подарунки для важкохворих дітей.

## Особисте життя
Першою дружиною Родмана була Енні Бейкс, з якою 1988 року у них народилась дочка Алексіс. На початку 1990-х років подружжя розлучилось. У листопаді 1998 року одружився з моделлю Кармен Електрою. У квітні 1999 року Електра подала на розлучення.
1999 року зустрів Мішель Моєр. 2000 року у них народився син Ді Джей, а 2001 — дочка Трініті. 2003 року пара одружилась на 43-й день народження Родмана. 2012 року подружжя розлучилось і суд зобов'язав Родмана виплатити колишній дружині 860 376 доларів на підтримку дітей.
Двічі лікувався від алкогольної залежності — 2008 та 2014 року.
Досить часто мав проблеми із законом: керував автомобілем у стані алкогольного сп'яніння, без документів, влаштовував гучні вечірки у себе в маєтку, обвинувачувався у домашньому насиллі, скоював ДТП.
2015 року офіційно підтримав Дональда Трампа у його президентській кампанії.
Як повідомляла газета Лос-Анджелес Таймс 2019 року, власник йоги-студії в Ньюпорт-Біч Алі Ша звинуватив Родмана в пособництві крадіжки речей зі студії на суму 3 500 доларів США. На що Родман відповів, що власник студії сам йому сказав: «Денніс, бери що завгодно». Жодна зі сторін не подавала до суду.
2019 року син Родмана Діджей почав виступати у складі університетської команди Вашингтон Кугарс. А наступного року його дочка Трініті почала грати за жіночу футбольну команду цього ж університету.
14 липня 2020 року у віці 79 років від раку помер батько Родмана Філандер.

#### Візити до Північної Кореї
З 2013 по 2018 рік кілька разів відвідував Північну Корею. Вперше це сталось 26 лютого 2013 року, коли він поїхав з кореспондентом Раяном Даффі. Метою відвідин було проведення товариських змагань. Він особисто познайомився з лідером Північної Кореї Кім Чен Ином та згодом зазначив, що «вони є друзями на все життя», а також публічно порадив Бараку Обамі зателефонувати Кім Чен Ину.
Згодом після чергового перебування у країні заявляв, що у Кім Чен Ина є дочка та що той є хорошим батьком. Також зазначав, що планував очолити збірну Північної Кореї з баскетболу.
У січні 2014 року Родман провів товариський матч у Північній Кореї, де він зібрав свою команду, яка складалася з таких гравців як Кенні Андерсон, Кліфф Робінсон, Він Бейкер, Крег Годжес, Даг Крісті, Сліпі Флойд та Чарльз Сміт.
Згодом Міністерство фінансів США почало розслідування на предмет того, чи не порушував закону Родман, везучи до Північної Кореї подарунки Кім Чен Ину на тисячі доларів.
13 червня 2017 року вкотре здійснив візит до Північної Кореї. Цього разу йому не вдалося зустрітись із лідером держави, але Денніс провів багато зустрічей зі спортсменами та міністром спорту, якому передав подарунки для Кім Чен Ина.
Вчергове відвідав Північну Корею в червні 2018 року, заявивши, що щасливий бути частиною саміту Північна Корея — США.
Згодом з'явились припущення, що Родман може бути агентом ЦРУ щодо Північної Кореї, але ЦРУ це не підтверджує і не спростовує.